# Finlandizzazione

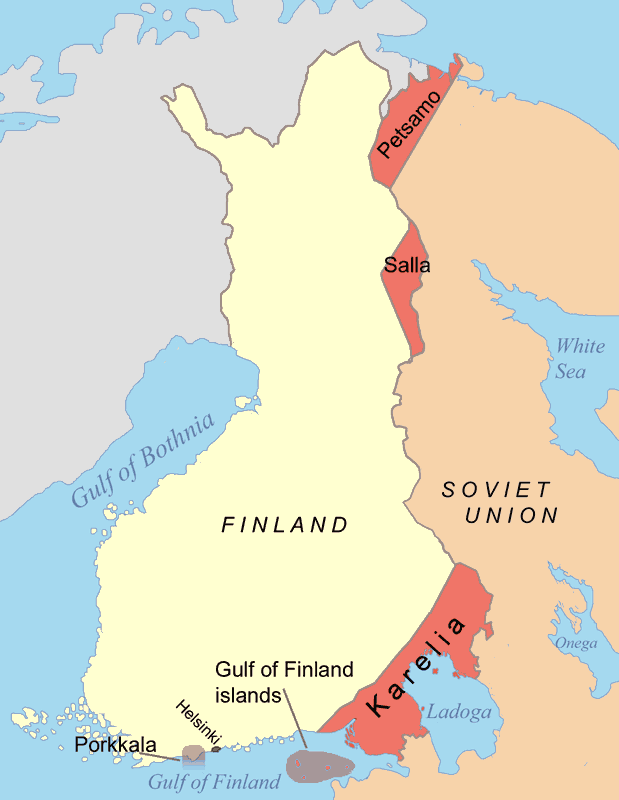
Territori che la Finlandia cedette all'URSS dopo l'armistizio di Mosca. Porkkala venne riottenuta dalla Finlandia nel 1956.

Il termine finlandizzazione (in finlandese: suomettuminen, in svedese: finlandisering, in tedesco: Finnlandisierung) indica la condizione di un paese che, per conservare la propria indipendenza, subordina le proprie scelte di politica estera ai desideri di una potenza dominante e contigua. In senso lato è l'influenza che un Paese potente può avere sulle politiche di un Paese più piccolo vicino.
In origine si riferiva all'influenza esercitata dall'Unione Sovietica sulla Finlandia durante la guerra fredda, attualmente può riferirsi anche alle relazioni internazionali che si sviluppano in situazioni simili, come l'atteggiamento della Danimarca nei confronti della Germania tra il 1871 ed il 1940, e le relazioni tra Taiwan e la Cina dal 2008.

## Percezione finlandese
In Finlandia, l'uso del termine finlandizzazione è stato percepito come una pesante critica, derivante dall'incapacità di comprendere gli aspetti pratici di una situazione in cui una piccola nazione tenta di sopravvivere con un vicino che esprime una netta superiorità militare e ideologica senza perdere la propria sovranità. La finlandizzazione era quindi, per la Finlandia, una Realpolitik della sopravvivenza.
Tale politica è stata abbandonata in Finlandia con il suo ingresso nella NATO, il 4 aprile 2023.